# Velenický potok
Velenický potok (německy Welenitzer Bach) je vodní tok ve Středolabské tabuli, levostranný přítok Mrliny v okrese Nymburk ve Středočeském kraji. Délka toku měří 18,18 km, plocha povodí činí 42,41 km².

## Průběh toku
Potok pramení v poli severně od obce Hradčany blízko tvrziště Mastnice v nadmořské výšce 241 metrů. Potok sleduje zhruba severní směr a podtéká starou hradeckou silnici II/611. Potok se dále stáčí k západu, protéká jižním okrajem obce Opočnice, za níž nabírá severozápadní směr, a protéká západním okrajem obce Vrbice, kde též teče v blízkosti evangelického hřbitova. Za Vrbicemi se potok stáčí k severu. Přibližně 300 metrů západně od Podmok potok kříží silnici II/324. Velenický potok následně obtéká jižní okraj Velenic, také zde teče v blízkosti evangelického hřbitova, potok se zde stáčí k severozápadu, posléze západu a podtéká silnici I/32. V poli mezi Činěvsí a Netřebicemi potok teče paralelně se silnicí II/330 a zprava přijímá nejprve Činěveský a poté Zásadnický potok. Jihovýchodně od Netřebic Velenický potok zleva přijímá Zádušní potok, následně tuto obec obtéká po jejím jižním okraji, přičemž podtéká silnici II/329, kterou západně od Netřebic ještě dvakrát křižuje. Těsně před zaústěním Velenický potok zprava přijímá 6,13 km dlouhý bezejmenný potok napájený Starou Šumborkou, mimoto na svém toku přijímá i další bezejmenné svodnice. V blízkosti památného havranského dubu severovýchodně od Rašovic se v nadmořské výšce 186 metrů Velenický potok zleva vlévá do Mrliny, a to ve společném ústí s Křineckou Blatnicí, která se zde do Mrliny vlévá zprava.

## Přítoky
- Činěveský potok, zprava, délka 1,53 km
- Zásadnický potok (německy Zasadníker Bach), zprava, délka 3,79 km
- Zádušní potok, zleva, délka 3,54 km
- Stará Šumborka (prostřednictvím bezejmenného pravostranného přítoku), délka 2,68 km